# Old Shatterhand (film)
Old Shatterhand je koprodukční film z roku 1964. Na rozdíl od filmů Vinnetou, Vinnetou - Rudý gentleman, Vinnetou - Poslední výstřel či filmu Poklad na Stříbrném jezeře , které produkoval Horst Wendlandt, je producentem filmu Artur Brauner a celý film v podstatě konkuruje filmům již zmíněným výše. Vznikal ve stejné době jako Vinnetou a tak producentovi dalo dost práce získat od konkurence oba hlavní představitele hlavních postav Vinnetoua a Old Shatterhanda - Pierra Brice a Lexe Barkera. Také se zde objevuje Ralf Wolter jako Sam Hawkens nebo Vojkan Pavlović a Mirko Boman jako Will Parker a Dick Stone. Herečka Daliah Lavi, kterou si filmaři vybrali, měla původně hrát Vinnetouovu sestru Nšo-či, poté se ale dozvěděli, že tuto postavu hraje již v konkurenčním filmu Marie Versini a tak změnili i tak nepříliš zdařilý scénář. Padoucha kapitána Bradleye si zahrál Guy Madison. Film režíroval již zkušený režisér Hugo Fregonese. Natáčelo se stejně jako Vinnetou v Jugoslávii, ale s jiným architektem i skladatelem hudby, takže film má trochu jinou atmosféru než ostatní mayovky. Je také mnohem nákladnější než ostatní filmy z té doby.
V českém znění namluvili Vinnetoua a Old Shatterhanda Stanislav Fišer
a Vladimír Ráž
Tento film snad ještě víc než ostatní zfilmované mayovky naprosto neodpovídá ději jakékoli Mayovy knihy a má společné opravdu snad jen postavy Vinnetoua, Old Shatterhanda, Sama Hawkense a Palomy Nakamy.

## Obsah filmu
Vinnetou a Old Shatterhand prosazují podepsání dohody o míru, tomu se ale snaží zabránit kapitán Bradley prostřednictvím bandity Dixona. Jeho lidé zabíjí bělochy a nastraží při tom několik těl, aby se zdálo, že za to mohou Apači. Při jednom takovém přepadení vypálí bandité hospodářství holandských přistěhovalců, kde se ale zachrání malý chlapec Tom a ten nyní ví, že v přepadení mají prsty běloši a Komanči, jejichž náčelníkovi Velkému medvědu za to dávají ohnivou vodu. Tom pak uteče do sídla míšenky Palomy, kde se skrývá. Sem také míří Old Shatterhand, který před krátkým časem přijel opět z Evropy do Ameriky a o tom, že zde bandité řádí, se dozví až od adoptivního syna Vinnetoua - Tujungy, kterého zachránil před oběšením bandity. K Palomě jede kvůli tomu, že dostal dopis od jejích příbuzných, ve které ho žádají, aby ji k nim dovedl. U Palomy se dozví o nebohém chlapci a jeho rodině a pochopí, že je to jediný svědek o tom, co běloši dělají. Vezme tedy jeho i Palomu a odveze je do města. Cestou se setkává se svým přítelem Samem Hawkensem a Willem Parkerem s Dickem Stoneem, kteří vedou kolonu přistěhovalců. Na cestě je poslední vůz kolony přepaden a jsou u něj mrtví Apači. Old Shatterhand ale pozná, že tihle Apači jsou mrtvi již delší dobu a navíc zde nalezne hrot komančského šípu a uschová si ho jako důkaz. Ve městě nechá u své staré známé Rosemary (majitelky nevěstince) Palomu, Sama Hawkense i Toma a jede k Vinnetouovi. Spolu se pak zúčastní jednání s generálem Taylorem, který se doslechl o přepadení a chce se na to Vinnetoua, se kterým podepisují mírovou smlouvu, zeptat, co o tom ví. Old Shatterhand mu dá hrot komančského šípu a slíbí, že přivede Toma jako svědka. Potom oba přátelé jednají ještě s Komanči a Vinnetou zápasí s Velkým medvědem a nakonec nad ním zvítězí. Vinnetou se pak vrátí do své vesnice a Old Shatterhand jede do města pro Toma. Mezitím se ve městě koná střelecká soutěž, při které chce Sam předvést svůj oblíbený trik se sestřelením vejce, když je otočený zády. Má ale jen slepé náboje a druhý vždy vejce rozmáčkne. Když tento trik předvádí s Tomem, padne ale při výstřelu chlapec mrtvý k zemi, zastřelený banditou Barkerem, jedním z Dixonových lidí, ale Dixon to takto hodí na Sama. Old Shatterhand přijíždí pozdě a jediné, co dokáže, je nevina jeho přítele - v úhlu, v jakém stál, nemohl chlapce takto zasáhnout. Potom se Old Shatterhand pustí za Dixonem. S ním i několika bandity se strhne na Barkerově ranči přestřelka a z těžké situace se dostane díky Samovi s Palomou, která zaslechla od banditů, že mají Shatterhanda v pasti. Vděčný Old Shatterhand potom Barkera (omráčeného ranou pěstí), Tomova vraha, přinutí podepsat u Apačů přiznání. Barkera potom pustí, ale ten je brzy zastřelen Bradleyho poručíkem, který také zapálí Barkerův ranč. Sam Hawkens zůstává v táboře Apačů, Paloma jede zpět do svého sídla, kde ji hlídá Tujunga, a Vinnetou je pozván do blízké pevnosti, kde nyní místo generála Taylora velí plukovník Hunter a chce se ho zeptat na vypálený ranč. Zprávu mu totiž podal Bradley a řekl, že ho asi vypálili Apači. Když ale Vinnetou i s Old Shatterhandem dorazí do pevnosti, je plukovník mrtev a místo něj velí jeho vrah kapitán Bradley, který nakonec po "rozmluvě" s Vinnetouem získá přiznání Barkera a za to je propustí. Mezitím v sídle Palomy zajmou vojáci Tujungu za vraždu jednoho vojáka a Paloma podá zprávu v táboře Apačů. Rozhněvaný Vinnetou se chystá pevnost napadnout, Old Shatterhand se mu to ale pokouší rozmluvit a vydá se Tujungu osvobodit. To se mu ale nezdaří a tak Sam Hawkens, hlídkující před pevností, sdělí Apačům, že nyní mají vojáci i Old Shatterhanda. Vinnetou již neváhá a vyjíždí se všemi svými bojovníky ze všech táborů k pevnosti. Tam se strhne krutý boj, Apači padají k zemi jeden po druhém. Špatnou situaci naštěstí pomůže vyřešit Tujunga, který vyhodí sklad střelného prachu do povětří a velká část hradeb se hroutí (s ní i mnoho vojáků) a tím velmi pomůže indiánům. Boj končí až příjezdem generála Taylora, který už věděl o zradě kapitána Bradleyho a zatýká ho. Pro Tujungu je již ale pozdě. Nešťastný Vinnetou s ním, Apači, Old Shatterhandem a Samem Hawkensem odjíždí a tím končí příběh a následuje už jen krásná hudba na "smutný" závěr.

## Obsazení
- Lex Barker jako zálesák kterého nazývají Old Shatterhand (v českém znění Vladimír Ráž)
- Pierre Brice jako náčelník všech Apačů Vinnetou (v českém znění Stanislav Fišer)
- Guy Madison jako zrádný voják a vůdce banditů kapitán Bradley (v českém znění Jiří Adamíra)
- Ralf Wolter jako zálesák Sam Hawkens (v českém znění František Filipovský)
- Daliah Laviová jako Paloma/Bílá Holubice (v českém znění Alena Vránová)